# Utricularia radiata
Utricularia radiata — вид рослин із родини пухирникових (Lentibulariaceae).

## Середовище проживання
Вид є ендеміком для східної та південної Північної Америки, зустрічається від Квебеку на південь до Флориди та на захід до Техасу.
Цей вид плавучого пухирника трапляється на мілководді озер і ставків.

## Використання
Вид знаходиться в садівництві і торгується серед ентузіастів у невеликих масштабах. Значної комерційної торгівлі цим видом немає.